# Pierre Gosset (journaliste)
Pour les articles homonymes, voir Pierre Gosset et Gosset.
Pierre Gosset, né le 25 avril 1911 à Louvroil (Nord) et mort le 18 mai 1982 à Fort Lauderdale (Floride), est un journaliste, écrivain français et membre des FFNL. Il écrit une vingtaine d'ouvrages, la plupart avec son épouse la journaliste Renée Gosset.

## Biographie
Pierre Louis Charles Gosset naît à Louvroil le 25 avril 1911. En 1936, il est journaliste sportif pour un journal bruxellois L'indépendance belge pour lequel il a couvert les Jeux olympiques de Berlin. Le 15 octobre 1936, il rencontre Renée Leduc qui n'a que dix huit ans. Comme de son coté il en a déjà vingt cinq et se trouve en cours de divorce, la famille de Renée s'oppose à cette relation et cloitre Renée au domicile familial. Elle s'en échappe cependant et ils font partie de la caravane du Tour de France 1937. Après quelque temps à Paris, Pierre démissionne de son journal pour un différend éditorial et ils s'installent dans un mas près de Toulon. Leur impécuniosité les force bientôt à regagner Paris — pour Pierre qui y trouve une place au Petit Parisien— et la maison familiale de Bruxelles pour Renée. Sitôt la situation pécuniaire de Pierre rétablie, Renée fugue de nouveau. Ils attendent les vingt et un ans de Renée et se marient en aout 1939 à Paris.

### Lyon
En juin 1940, il suit son journal qui se replie à Lyon tandis que Renée, enceinte de sept mois, rejoint par le train ses parents près de Toulouse où ils se sont réfugiés lors de l'Exode de 1940. Fin juillet naît Pierre-Paul, leur premier fils. Trois semaines plus tard, elle rejoint Lyon en train où est resté Pierre qui refuse de rentrer à Paris travailler avec les occupants.
Après un hiver glacial dans un logement inconfortable, Pierre intègre la « mission Chomel » censée aller chercher des plantes médicinales au Niger comme moyen de quitter la France. Renée parvient à partir pour l'Algérie.

### Alger
À Alger, la mission Chomel semble définitivement stoppée dans sa route vers le Niger et le couple se rejoint. Ils s'installent à Vieux-Kouba et Pierre cherche un moyen de rejoindre Londres et les FFL. Au hasard de ses recherches, il retrouve un ami, Adalbert de Segonzac, qui cherche lui aussi une filière.
En novembre 1941, naît Alain, leur deuxième fils. Deux semaines plus tard, Pierre et Adalbert quittent discrètement Alger pour gagner Casablanca en franchissant la frontière clandestinement. Hébergés dans une pension au bord d'une plage, ils ont un moment d'émotion quand un gendarme contrôlant le registre de la pension tique sur le nom Segonzac et demande à le voir. Convaincu d'avoir été signalé, Adalbert s'attend à être arrêté mais tombe nez à nez avec un copain de service militaire ce qui règle leur problème de sécurité. Le consulat américain fait le lien avec les services anglais qui leur fournissent de fausses cartes d'identités et un rendez-vous dans un  hôtel à Tanger alors sous domination espagnole. Ils passent la frontière entre les deux Maroc, clandestinement, et arrivent à Tanger où ils sont pris en charge par les services anglais. Après une tentative avortée à cause d'une tempête, un bateau de pêche espagnol les dépose à Gibraltar où ils s'engagent dans les Forces françaises libres pour la durée de la guerre. Ils passent encore deux semaines à expliquer à deux espions partant pour l’Algérie comment éviter les impairs, puis ils embarquent sur un transport de troupes pour Greenock.

## Angleterre
Une fois en Angleterre et après le passage rituel à Patriotic School, Segonzac est affecté contre son gré par le général de Gaulle au journal La Marseillaise dont il parvient à se faire licencier deux mois plus tard pour rejoindre les Forces aériennes françaises libres. Pierre, quant à lui, se retrouve en aout 1942 dans les Forces navales françaises libres où il est utilisé « comme un appareil enregistreur perfectionné capable de débiter ensuite, en un certain nombre de pages dactylographiées, les exploits des FNFL ». Il effectue au moins une patrouille dans l'Arctique dans le sous-marin Junon.
Après le débarquement en Afrique du Nord, il est rejoint par son épouse et ses deux garçons. La famille s'installe dans un cottage de Kingston Hill qui héberge également un nombre indéfini et variable d'officiers des FNFL. Pierre, qui a fait le tour de tous les types de navires utilisés par les FNAFL, est détaché par le général de Gaulle des FNFL à l' «Agence française indépendante» (AFI). Il se fait nommer correspondant de guerre à la VIIIe armée de l'Air américaine et revêt l'uniforme US pour aller voir sur place comment se passent les missions de bombardement sur l'Allemagne.

### Débarquement
La France dispose de trois correspondants de guerre pour couvrir le débarquement de Normandie : Pierre Bourdan, Pierre Rabache et Pierre Gosset. Ils débarquent séparément. Pierre Rabache d'abord, puis Pierre Gosset deux jours plus tard et Pierre Bourdan deux semaines plus tard avec la Division Leclerc. Ils se retrouvent quand même en Normandie et entreprennent une visite du front qui se termine aux mains des Allemands. Le 6 aout 1944, ils s'enfuient du train de Langeais. Peu après leur retour dans les lignes alliées, Rabache et Gosset en costumes civils enfourchent des bicyclettes prêtées par des résistants et, chargés de légumes, franchissent à nouveau les lignes pour gagner Paris comme après un ravitaillement à la campagne. Rabache va suivre les opérations à l'Hôtel de ville et Gosset à la Préfecture de police. Leurs reportages, transmis à Londres par des postes clandestins, renferment tellement d'informations intéressantes que les services britanniques les gardent pour eux et que l'AFI ne tirera pas une ligne d'article de la présence de deux correspondants au cœur des évènements.

### Argentine
Avant même la fin de la guerre, la bougeotte les reprend. Avec Rabache, il est prévu qu'ils partent à New York pour l'Agence France-Presse. Au dernier moment, les choses changent et Pierre part seul en avion pour Buenos Aires laissant à Renée le soin de régler les « petits » problèmes administratifs. Elle le rejoint avec les enfants juste à la fin de la guerre. Le 25 mai 1945, les enfants confiés à un couple de russes blancs, le couple entame un voyage de deux mois et demi dans toute l'Amérique latine pour que Pierre recense ce qui peut être sauvé du réseau de Havas pour l'intégrer dans l'AFP. Renée devant fournir à France Soir des articles sur tous les pays visités.
Installés à San Isidro, ils reprennent, à l'instigation de Wladimir d'Ormesson alors ambassadeur en Argentine, le Courrier de la Plata, plus vieux journal argentin et le seul en français. Au bout de huit mois, à la suite de protestations diplomatiques provoquées par la publication dans France Soir des articles de Renée, ils sont lâchés par l'ambassade et le journal coule. Ils étaient déjà à la recherche de leur prochain projet : une ferme dans le campo argentin.
Ils s'installent dans une chacra mise à leur disposition par un homme d'affaires argentin, Marc Najar. Bien que située à 75 km de Buenos Aires, l'adresse est Kilomètre 117. Probablement, selon Renée, parce que la partie non revêtue comptait double.
Ils passent six mois dans la chacra entre poules pondeuses, cochons et vaches. Leur fille Marianne naît à sept mois de grossesse. À peine deux mois après, la famille reprend ses pérégrinations et, début 1947, quitte l'Argentine pour rentrer en France sur le Formose.

## Retour en France
Les trois enfants confiés aux parent de Renée à Bruxelles, le couple part à Paris pour reprendre contact avec le milieu journalistique et trouver un journal prêt à les envoyer en grands reportage mais, comme le leur explique Pierre Lazareff, le grand reportage est passé de mode et ses lecteurs s'intéressent à des sujets bien plus proches d'eux. Après une courte période parisienne consacrée par Pierre à l'envoi de son livre Maximum 80 aux critiques littéraires, ils récupèrent leurs enfants et partent s'installer à Sainte-Maxime avec une amie brésilienne chargée de veiller sur les enfants.
Au début, ils recyclent leur notes sur l'Amérique du Sud dans de nouveaux articles puis un producteur de cinéma les contacte car Jean Gabin, emballé par Maximum 80 veut jouer dans un film tiré du livre. Pendant l'adaptation du livre en scénario, il faut aussi se préoccuper de trouver un sous-marin pour tourner les scènes maritimes. Pierre et Jean Gabin, tous deux anciens de la marine arrivent à obtenir le prêt d'un sous marin de 500 tonnes de la classe Junon. Le réalisateur pressenti, Alexander Esway, meurt dans la piscine de son hôtel, victime selon le médecin, du déplacement d'un des nombreux éclats de Shrapnel reçus pendant les deux guerres. Aucun autre réalisateur n'étant disponible pour reprendre le film, il est abandonné[9]. Leur activité de reporters au point mort, ils décident d'écrire un roman. Ce sera Les rebelles qui fait un flop complet.
Ils font quelques reportages (Trieste, la Yougoslavie) qui couvrent à peine les frais. Ils acceptent la proposition de L'Intransigeant de publier des extraits de leur livre sur la Seconde Guerre en cours d'écriture. Parution qui commence avant même que les conditions financières ne soient définies. Lassée d'essayer de traiter le problème par téléphone, Renée se rend à Paris où elle apprend que le journal a coulé. Elle reçoit quand même plusieurs propositions de reprise de la parution par La Bataille, Le Parisien libéré et Réalités , et pour la direction d'un hebdomadaire en cours de création par Alfred Max ainsi que la rédaction d'articles pour la revue Constellation d'André Labarthe. Ombre au tableau, Sainte-Maxime est trop loin des rédactions parisiennes pour ces activités et ils doivent se réinstaller en région parisienne à Avilly-Saint-Léonard. Ils écrivent beaucoup et renflouent leurs finances mais aucun des projets n'arrive à l'étape de la publication. Pour une fois séparés, Renée suit le procès de Viktor Kravchenko pendant que Pierre parcours l'Afrique-Occidentale française. Il rentre d'Afrique le jour même du décès du père de Renée et, sur la route du retour de Bruxelles après l'enterrement, se déclare une crise de dengue.
En 1949, ils multiplient les voyages et les reportages. Les rédactions leur commandant des reportages deviennent plus nombreuses et, n'ayant plus à courir les rédactions pour obtenir des reportages, ils quittent la région parisienne pour Saint-Tropez en 1950 qu'ils quitteront pour Rambouillet avant de repartir pour Tanger.

### Marsya
Avant même de quitter Rambouillet pour Tanger, ils envisagent d'habiter sur un bateau et se mettent à la recherche du bâtiment idéal : « En acier pour éviter les problèmes de tarets et assez petit pour ne pas avoir besoin d'équipage ». Entre le budget limité et l'envie d'un confort suffisant ce sera finalement le Motor Launch ML 524, une vedette rapide de la Royal Navy en Acajou dont les 34 mètres imposent la présence d'un équipage et baptisée Marsya,.
La Marsya placée dans un chantier de l'Île de Wight pour de lourds travaux, ils reprennent leurs reportages au loin, poursuivis d'étapes en étapes par de nouvelles annonces de complications sur le chantier qui se conjuguent aux aléas météorologiques pour retarder le travail. Le bateau enfin livré à Poole et l'Amirauté britannique ayant enfin autorisé la vente d'un « bateau de guerre » à un étranger, Pierre peut envisager la traversée Poole-Tanger. Pour constituer un équipage, outre l'ancien propriétaire, il recrute un ancien commandant de sous-marin et ancien propriétaire d'un Fairmile identique à la Marsya. Après une escale à Camaret pour embarquer les deux matelots formant l'équipage définitif, et une à Brest pour prendre les prévisions météo, la Marsya arrive sans encombre à Alger malgré un Golfe de Gascogne déchaîné.
Suit une navigation de six mois passant par Gibraltar, Algésiras, Melilla, les Îles Zaffarines, Nemours, Béni Saf, Arzew, Cherchell, Alger, Dellys, Djidjelli, Bône, La Galite, Cagliari, Bonifacio, Calvi et une quantité d'anses désertes. Les « moments de grâce » contrebalancent difficilement les ennuis et difficultés en tous genre (météo, mécaniques et un matelot alcoolique) et la Marsya se retrouve en vente à Cannes accostée entre les yachts de milliardaires. La famille Gosset retourne s'installer à Tanger.
La suite est moins connue. Le couple continue ses voyages (URSS, Japon, États-Unis, Asie, Afrique, Cuba), à écrire ses reportages et à en tirer des livres. Ils écrivent aussi une biographie en trois tomes d'Adolf Hitler.
Pierre Gosset meurt le 18 mai 1982 à Fort Lauderdale en Floride.

## Publications

### Pierre Gosset
- 1945    Maximum 80
- 1952    Les chevaux de bois

### Pierre et Renée Gosset
- 1948    Les rebelles, Fasquelle
- 1948    Les secrets de la paix manquée. I. Pourquoi le sang a coulé sur nos plages, Réalités
- 1948    Les Secrets de la paix manquée. II. L'Allemagne aurait pu gagner la guerre, Réalités
- 1949    À Penhoët où l'on achève la refonte de Liberté
- 1949    Le déclin de Roosevelt, Réalités
- 1949    Le procès Kravchenko, Réalités
- 1956    L'Amérique aux Américains, tome 1 : Du Mississipi au Pacifique, Julliard
- 1959    L'Amérique aux Américains, tome 2 : De la Californie à la Nouvelle Angleterre, Julliard
- 1956    Terrifiante Asie, tome 1 : D'Istanbul à la Mer du Japon, Julliard
- 1960    Terrifiante Asie, tome 2 : Chine rouge an VII, Julliard
- 1960    L'Afrique, les Africains, tome 1 : France-Afrique, le mythe qui prend corps, Julliard
- 19##    L'Afrique, les Africains, tome 2 : Des « black gentlemen » de Monrovia aux « ultra blancs » de Potchefstroom, Julliard
- 19##    L'Afrique, les Africains, tome 3 : Des rivages des Syrtes à Fort-Dauphin, Julliard
- 1961    Adolf Hitler. Tome 1 : Des origines à la prise du pouvoir, Julliard
- 1961    Adolf Hitler. Tome 2 : De la prise du pouvoir à Munich, Julliard
- 1962    Adolf Hitler. Tome 3 : De l'apogée au crépuscule des dieux, Julliard
- 1963    Les Russiatiques, l'empire de Tamerlan à l'heure du Kremlin, Julliard
- 1965    L'Adieu aux Barbus, Julliard
- 1967    Les merveilles des Amériques, Réalités
- 1967    L'Homme qui crut tuer Kennedy, Presses de la Cité (Presses pocket 1969)
- 1970    Les époques déchaînées de l'histoire, Robert Lafont
- 1972    Richard Nixon le mal aimé, Julliard